# ORP Toruń (1990)

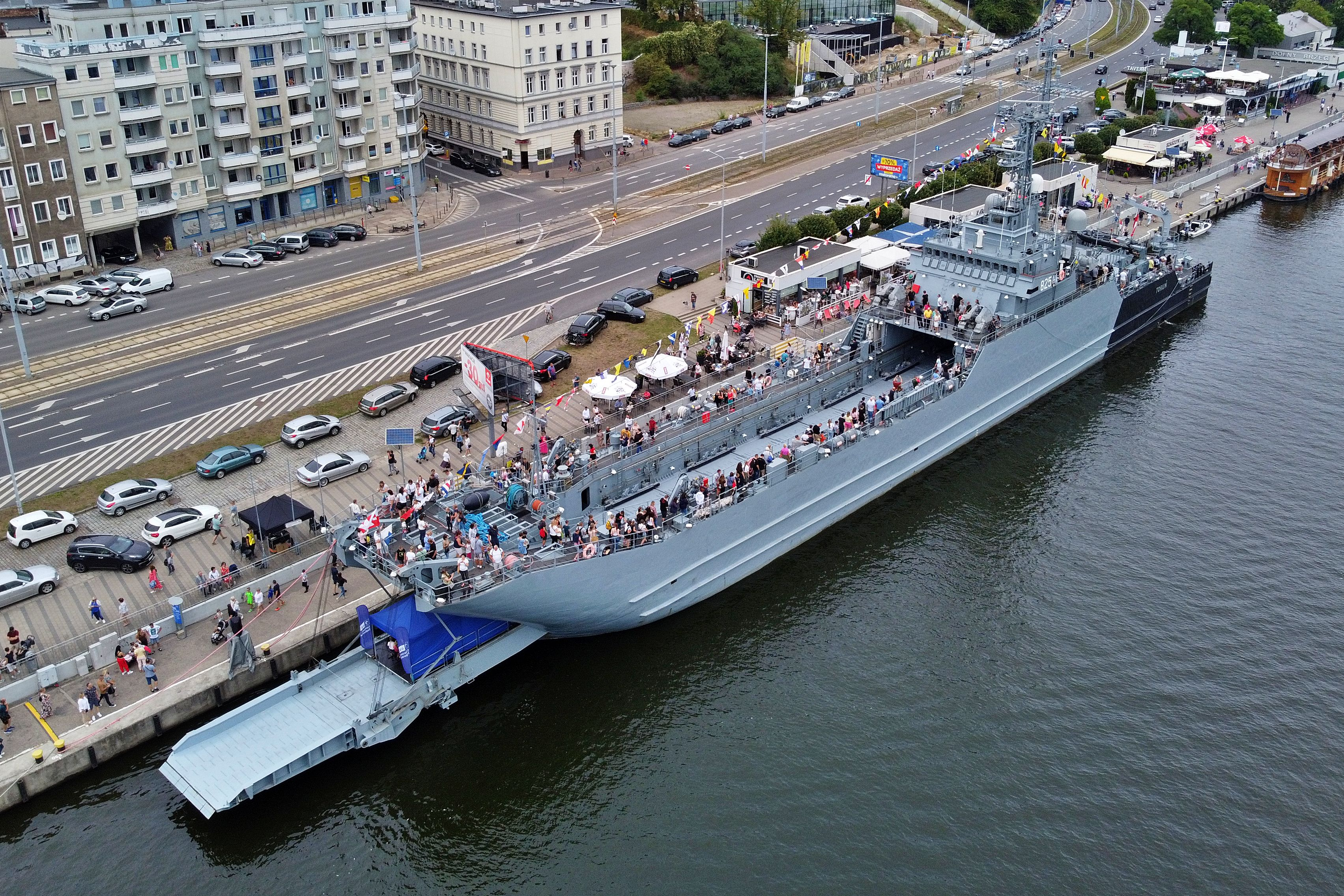
ORP Toruń przy Wałach Chrobrego w Szczecinie (2022 r.)

ORP Toruń (825) – polski okręt transportowo-minowy typu Lublin.
Banderę podniesiono na nim 24 maja 1991 roku. Okręt wchodzi w skład 2. Dywizjonu Okrętów Transportowo-Minowych w Świnoujściu, należącym do 8. Flotylli Obrony Wybrzeża. Okręt przeznaczony jest do transportu żołnierzy desantu ze sprzętem i pojazdami, stawiania min morskich (jednorazowo zabiera 130 min) oraz ewakuacji ludzi.